# Bhisho
Bhisho (Xhosa for Bøffel) er en by i Sydafrika og hovedstad for Øst-Kapprovinsen. Bhisho var også hovedstad for den tidligere bantustan Ciskei.
Bhisho er opkaldt efter floden der løber gennem byen. Den ligger i nærheden af havnebyen East London og nord for den tidligere provinshovedstad King William's Town.